# Comuna Oleksandrivka, Domanivka
Oleksandrivka (în ucraineană Олександрівка) este o comună în raionul Domanivka, regiunea Mîkolaiiv, Ucraina, formată din satele Hrîbonosove, Ivano-Fedorivka, Kruta Hora și Oleksandrivka (reședința).

## Demografie
Componența lingvistică a comunei Oleksandrivka
     Ucraineană (83,3%)
     Română (15,47%)
     Rusă (1,23%)
Conform recensământului din 2001, majoritatea populației comunei Oleksandrivka era vorbitoare de ucraineană (83,3%), existând în minoritate și vorbitori de română (15,47%) și rusă (1,23%).